# Isla Barbe
Isla Barbe (en francés: L'Île Barbe) es una isla en medio del río Saona, en el noveno distrito de Lyon, en el distrito de Saint-Rambert-Île Barbe (antiguo municipio anexionado en 1963). Su nombre proviene del latín insula Barbara, que quiere decir la "isla salvaje", lo que refleja su ocupación tardía.
Su punto más alto se encuentra a 171 metros sobre el nivel del mar, siendo administrativamente parte de la Región de Ródano-Alpes.
Una abadía se fundó en la isla en el siglo quinto.  Este es el primer establecimiento monástico en la región de Lyon y uno de los más antiguos en la Galia. Carlomagno estableció una hermosa biblioteca.  El monasterio fue saqueado en varias ocasiones (en los años 676, 725 y 945).